# Serafino Brancone
Serafino Brancone (Napoli, 21 giugno 1710 – Gallipoli, 15 agosto 1774) è stato un arcivescovo cattolico italiano.

## Biografia e ministero nella diocesi di Gallipoli
Nacque in una nobile famiglia di origine salernitana: il fratello infatti rivestì una delle più importanti cariche nel Regno delle due Sicilie.
Fu battezzato con il nome di Giacomo Antonio. Divenne abate dell'Abbazia di San Benedetto di Salerno.
Fu nominato vescovo di Gallipoli e consacrato nella chiesa di Santa Cecilia a Roma dal cardinale Joaquín Fernández de Portocarrero. Profondamente convinto che l'istituzione di un seminario vescovile fosse di vitale importanza per formare un clero dotto e ben esperto della materia cattolica, fece costruire accanto alla Cattedrale di Gallipoli un seminario in stile barocco, con il proprio denaro. Durante il suo ministero episcopale (uno dei più importanti e proficui della storia millenaria della diocesi) ospitò nel proprio palazzo altissime personalità politiche e religiose.
Indisse una visita pastorale nel 1748, visitando le numerose chiese e cappelle della città e del territorio diocesano. È ricordato inoltre per aver donato la ricca statua argentea della protettrice Sant'Agata (fusa a Napoli da un artista non noto) e numerosi arredi per la Basilica Cattedrale. Dopo la morte del fratello inviò le dimissioni al Sommo Pontefice; questo non curandosi delle sue espresse volontà lo promosse arcivescovo titolare di Tebe di Tebaide, pur mantenendo vivo e intenso il rapporto con l'amato popolo gallipolino.
A causa di una malattia, ritornò nuovamente nel Palazzo vescovile di Gallipoli, così come fu prescritto dai suoi medici (molto probabilmente per i benefici dell'aria marina): qui morì e fu sepolto nel Sepolcro dei Vescovi, ai piedi dell'altare del Santissimo Sacramento.

## Genealogia episcopale
La genealogia episcopale è:
- Cardinale Sigismund von Kollonitz
- Cardinale Mihály Frigyes von Althann
- Cardinale Juan Álvaro Cienfuegos Villazón, S.I.
- Cardinale Joaquín Fernández de Portocarrero
- Arcivescovo Serafino Brancone, O.S.B.Coel.